# Francis Flagg
George Henry Weiss
Pour les articles homonymes, voir Flagg et Weiss.
Œuvres principales
- L'Homme-machine d'Ardathia
- Les Cités d'Ardathia
- La Révolte d'Ardathia

Francis Flagg, de son vrai nom George Henry Weiss, né le 4 juillet 1898 à Halifax en Nouvelle-Écosse et mort le 17 mai 1946 à Martinez en Californie, est un poète, écrivain et romancier américain. Il a contribué à de nombreux magazines de science-fiction tels que Weird Tales, Astounding, Tales of Wonder et Amazing Stories. En France, seule une petite partie de son œuvre a été traduite, notamment par France-Marie Watkins.

## Historique
Né le 4 juillet 1898 à Halifax en Nouvelle-Écosse au Canada, George Henry Weiss s’installe aux États-Unis à partir de 1919. Selon Forrest J Ackerman, son pseudo est un hommage à Francis Flagg Weiss, son frère décédé en 1922.
Flagg commence à écrire de la science-fiction avec L'Homme-machine d'Ardathia (The Machine Man of Ardathia) publiée en novembre 1927 dans Amazing Stories et en 1954 en France dans Escale dans l’infini de Gallimard/Hachette. Il poursuit en 1932 avec Les Cités d'Ardathia (The Cities of Ardathia) publiée en 1974 en France dans Les Meilleurs Récits de Amazing Stories chez J'ai lu.
Durant la décennie suivante, il écrit une trentaine de Pulps de science-fiction dans les pages des magazines tels que Astounding, Weird Tales et Wonder Stories. Il co-écrit également plusieurs textes avec Forrest J. Ackerman. Seule Flower of War publiée en 1938 est signé de son nom de naissance. Enfin, son conte de SF, The Night People, est publié à titre posthume en 1947 par Fantasy Publishing Company, Inc. (en).

## Œuvre[3]

### Roman
- (en) The Night People, 1947

### Nouvelles
- L'Homme-machine d'Ardathia, 1954 ((en) The Machine Man of Ardathia, Amazing Stories, 1927)Parue dans Escales dans l'infini, trad. Georges H. Gallet, Paris, Gallimard/Hachette, coll. « Le Rayon fantastique », 1954 ; réédition dans La Révolte d’Ardathia, Bordeaux, L’Apprentie, 2022 (ISBN 978-2-95676-627-8)
- Le Surhomme du Dr Jukes, 1976 ((en) The superman of Dr Jukes, Wonder Stories, 1931)Parue dans Les Meilleurs Récits de Wonder Stories, trad. France-Marie Watkins, Paris, J'ai lu, coll. « Science-Fiction (1970 - 1984, 1re série) », 1976
- Les Cités d'Ardathia, 1974 ((en) The Cities of Ardathia, Amazing Stories, 1932)Parue dans Les Meilleurs Récits de Amazing Stories - période 1926/32, trad. France-Marie Watkins, Paris, J'ai lu, coll. « Science-Fiction (1970 - 1984, 1re série) », 1974 ; réédition dans La Révolte d’Ardathia, Bordeaux, L’Apprentie, 2022 (ISBN 978-2-95676-627-8)
- (en) The Mentanicals, Amazing Stories, 1934
- (en) Earth's Lucky Day, Wonder Stories, 1936Écrit avec Forrest J. Ackerman.

### Poèmes
- (en) Moon Voyager's Speech, 1934
- (en) My Personal Evolution, 1935
- (en) Flower of War, 1938Sous le nom de George Henry Weiss.
- (en) To Howard Phillips Lovecraft, 1938
- (en) The Dreamer in the Desert, 1942
- (en) The Snake, 1943

### Essais
- (en) Why I Use a Pen Name, 1935
- (en) The Genius of Lovecraft, 1937Sous le nom de George Henry Weiss.